# Ростовська сільська рада
Росто́вська сільська рада (рос. Ростовский сельский совет) — муніципальне утворення у складі Мечетлінського району Башкортостану, Росія. Адміністративний центр — присілок Теляшево.

## Населення
Населення — 844 особи (2019, 1033 в 2010, 1093 в 2002).

## Склад
До складу поселення входять такі населені пункти:
| Населений пункт    | Населення, осіб (2002) | Населення, осіб (2010) |
| ------------------ | ---------------------- | ---------------------- |
| Ішаліно, присілок  | 209                    | 223                    |
| Такіно, присілок   | 346                    | 331                    |
| Теляшево, присілок | 538                    | 479                    |